# Gavin Hoover
Pour les articles homonymes, voir Hoover.
Gavin Hoover, né le 12 juillet 1997 à Manhattan Beach en Californie, est un coureur cycliste américain. Il est membre de l'équipe L39ION of Los Angeles.

## Biographie
En 2014, Gavin Hoover est sacré champion des États-Unis de poursuite juniors (moins de 19 ans). Avec la sélection nationale, il se distingue sur route en prenant la dixième place de Paris-Roubaix juniors. Il passe six mois en Belgique pour continuer à courir en Europe, mais est ensuite rentré chez lui parce qu'il avait le mal du pays. Il rejoint le programme national sur piste, qui priorise la poursuite par équipes. 
À partir de 2017, il s'entraîne principalement sur piste. En 2017, il devient pour la première fois champion des États-Unis de poursuite par équipes . L'année suivante, le quatuor américain est sacré champion panaméricain et Hoover remporte également la médaille d'argent en poursuite individuelle. Aux Jeux panaméricains de 2019, il est médaillé d'or de la poursuite par équipes et médaillé d'argent de la course à l'américaine. 
Aux Jeux olympiques d'été de Tokyo, il se classe huitième de l'omnium et douzième de la course à l'américaine. En 2021, lors de la première édition de la Ligue des champions, il remporte le classement général des disciplines d'endurance.

## Palmarès sur piste

### Jeux olympiques
- Tokyo 2020
  - 8e de l'omnium
  - 12e de la course à l'américaine

### Championnats du monde
- Apeldoorn 2018
  - 13e de la poursuite par équipes[3]
- Pruszków 2019
  - 11e de la poursuite par équipe[4]
  - 14e de la poursuite individuelle

### Coupe du monde
- 2017-2018
  - 3e de la poursuite par équipes à Santiago
- 2019-2020
  - 3e de l'omnium à Milton

### Coupe des nations
- 2022
  - Classement général de l'omnium
  - 3e de la course à l'élimination à Milton
  - 3e de l'omnium à Milton

### Ligue des champions
- 2021
  - Classement général de l'endurance
  - 1er de l'élimination à Londres
  - 2e de l'élimination à Palma
  - 3e du scratch à Panevėžys
- 2022
  - 1er de l'élimination à Londres (I)
  - 2e de l'élimination à Palma

### Championnats panaméricains
- Aguascalientes 2018
  -  Médaillé d'or de la poursuite par équipes (avec Ashton Lambie, Colby Lange et Eric Young)
  -  Médaillé d'argent de la poursuite individuelle
- Cochabamba 2019
  -  Médaillé de bronze de l'omnium
- San Juan 2023
  -  Médaillé de bronze de la poursuite par équipes

### Jeux panaméricains
- Lima 2019
  -  Médaillé d'or de la poursuite par équipes (avec Ashton Lambie, John Croom et Adrian Hegyvary)
  -  Médaillé d'argent de l'américaine

### Championnats des États-Unis
- 2014
  -  Champion des États-Unis de poursuite juniors
- 2017
  -  Champion des États-Unis de poursuite par équipes (avec Adrian Hegyvary, Daniel Holloway et Daniel Summerhill)
  - 3e de la poursuite
- 2018
  -  Champion des États-Unis de poursuite par équipes (avec Adrian Hegyvary, Ashton Lambie et Shane Kline)
  - 3e de la poursuite
- 2019
  -  Champion des États-Unis d'omnium